# Son Julià
Son Julià o Ca s'Hereu és una possessió del terme de Llucmajor, Mallorca. Està situada al quilòmetre 1 de l'antiga carretera de Llucmajor a s'Arenal (Ma-6020).
Al segle xv la possessió de Son Julià era de la família Julià. Les pastures d'hivern de Son Julià entraven en els contractes de transhumància. Un dels hereus de la família, Bartomeu Julià, era conegut amb el nom de l'Hereu Julià, la qual cosa generà el nom de Ca s'Hereu, com també es coneix popularment la possessió. L'any 1588 la possessió era de Francesc Julià, que va participar en la guerra de Catalunya i en la revolta de Nàpols. Els Julià, per línia femenina, entroncaren amb els Zanglada. Entre 1734 i 1761 el propietari de Son Julià fou Mateu Sanglada i Julià, de qui passà a la seva filla. Josep de Togores i Sanglada, comte d'Aiamans, fou propietari de Son Julià.
El 1862, la finca tenia 514 quarterades de superfície, de les quals una era d'olivarer, 3 de figueres de moro, 6 de vinya i 6 més a cereals amb ametlers i figueres; a més, hi havia una guarda de 100 ovelles, dos bous, quatre porcs, tres egües i 14 muls. La propietat era molt fèrtil i el 1891 Son Julià arribà a tenir 7 563 ametlers, 10 990 figueres, 272 garrovers, 28 oliveres i una gran varietat d'arbres fruiters.
Entrat el segle xx, la finca es va començar a establir, és a dir, a parcel·lar. Dels 5 establits que hi havia l'any 1915, amb un total de 13 quarterades, es va passar a una parcel·lació gairebé total l'any 1930. Les cases canviaren de propietat en diverses ocasions. L'hotel s'inaugurà l'any 2006, integrat dins la cadena Stein.

## Les cases
Des de l'antiga carretera de Llucmajor a s'Arenal (Ma-6020) a la dreta parteix el camí de les cases. Un portell ornamentat amb hídries marca l'inici de la propietat. El camí, amb xiprers, pebrononers i baladres, condueix a les cases, que apareixen a la dreta. La façana s'alça davant una ampla carrera, centralitzada per un brollador amb pica circular, amb elements de pedra antics; té tres plantes d'alçat, amb una porxada de tres arcs que protegeix el portal forà. Una combinació de balcons i finestres balconeres s'arrengleren en el primer pis, mentre que el segon pis mostra finestres balconeres. Damunt el balcó central del primer pis, hi ha l'escut dels Sanglada, en record d'una de les antigues famílies propietàries de la finca. A l'altra banda de carrera, s'estén un frondós jardí.
A l'interior, a la dreta de la planta baixa, és remarcable la capella, dedicada a la Mare de Déu del Carme, i que fou dissenyada per Miquel Salvà Llompart –Es Capellà Cànaves–. És d'estil neogòtic i presenta un primer tram d'entrada, amb volta de canó, més baixa que la resta de coberta, seguit de dos trams de volta de creueria, més un tercer, que integra el presbiteri, amb coberta poligonal; els tres trams mostren la corresponent clau de volta; la segona, la més heràldica, presenta un escut quarterat, amb les armes dels Julià (un lleó que surt d'un canyar, amb una estrella al damunt), dels Sanglada, dels Togores i dels Gual. Als peus de l'oratori, el retaule, neogòtic, mostra la imatge de la Mare de Déu del Carme. Damunt el tram d'entrada, s'hi situa la tribuna, amb cinc arquets a manera de trifori, per oir missa els senyors. Motius heràldics més petits ornamenten el retaule: els escuts dels Gual, Togores (a l'esquerra de la Mare de Déu), i Santacília i Zaforteza (a la dreta).
Al primer pis, una estança remarcable és la denominada Sala Oriental, moderna, una impressionant sala amb mocàrabs a l'enteixinat, amb motius decoratius epigràfics i geomètrics i amb rajoles a la base.
A la banda dreta de les cases, el pati dels tarongers acull un coll de cisterna de secció octogonal, amb la data de 1693. A la vora, hi ha el celler, amb coberta de volta.

## Restes arqueològiques
Les restes prehistòriques que hi havia a la possessió un poblat talaiòtic i una cova sostinguda per tres columnes foren excavades per l'Institut d'Estudis Catalans el 1916. Es destruïren quan es construí la línia de ferrocarril que enllaçava Palma amb Llucmajor. Resta un talaiot devora les cases de la possessió veïnada de Son Noguera.